# Sonia Gutiérrez Raguay
Sonia Marina Gutiérrez Raguay (Palín, 5 de febrero de 1981) es una abogada, activista por los derechos humanos y política guatemalteca que ejerce como diputada del Congreso de Guatemala por Listado Nacional desde 2020 por el Movimiento Político Winaq, también se desempeña como secretaria general de dicho partido político desde 2017.

## Biografía
Gutiérrez nació el 5 de febrero de 1981 en Palín, departamento de Escuintla. Se graduó como abogada y notaria por la Universidad de San Carlos de Guatemala. Incursionó como activista en favor de los derechos humanos de los pueblos indígenas y las mujeres.

## Carrera política
Gutiérrez se unió al Movimiento Político Winaq en 2010. Para las elecciones generales de 2011 apoyó la candidatura presidencial de Rigoberta Menchú, en las elecciones generales de 2015 se postuló como candidata a alcaldesa de Palín, en esa ocasión obtuvo el cuarto lugar con 1025 votos.  Posteriormente, en 2017 fue electa como secretaria general del partido, luego ocupó el primer puesto en el listado de candidatos a diputados por el Listado Nacional del partido Movimiento Político Winaq en las elecciones legislativas de 2019. Fue electa como diputada y asumió el cargo el 14 de enero de 2020 siendo parte de la IX Legislatura del Congreso. Bajo el liderazgo de Gutiérrez como secretaria general, Winaq obtuvo su mejor resultado individual en toda su historia electoral.
Como miembro del Congreso, integró varias comisiones parlamentarias como Ambiente, Ecología y Recursos Naturales, Derechos Humanos, Legislación y Puntos Constitucionales, y Descentralización y Desarrollo. También fue elegida como la jefa de la bancada Winaq en el Congreso.